# Palazzo di Charlottenborg
Il Palazzo di Charlottenborg (in danese: Charlottenborg Slot) è un grande palazzo situato all'angolo tra Kongens Nytorv e Nyhavn a Copenaghen, in Danimarca. Originariamente costruito come residenza per Ulrik Frederik Gyldenløve, è stato la sede dell'Accademia delle belle arti di Copenaghen (o Accademia reale danese) sin dalla sua fondazione nel 1754. Oggi ospita anche il Kunsthal Charlottenborg, un museo di arte contemporanea e la Danmarks Kunstbibliotek, la biblioteca d'arte danese.

## Storia

### Il palazzo di Gyldenløve
Il sito fu donato dal re Christian V al fratellastro Ulrik Frederik Gyldenløve il 22 marzo 1669 in occasione della realizzazione di Kongens Nytorv. Gyldenløve costruì la sua nuova dimora dal 1672 al 1683 come primo edificio nella nuova piazza.

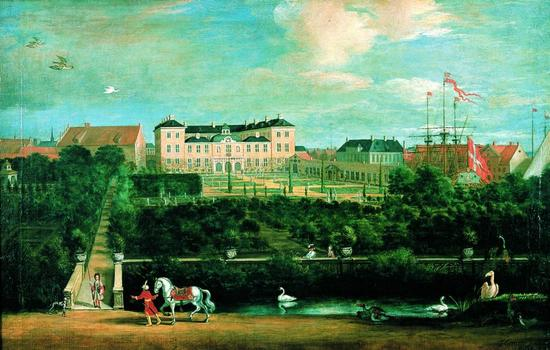
Charlottenborg dipinta da Jacob Coning nel 1694, vista dal giardino.

L'ala principale e le due ali laterali furono costruite dal 1672 al 1677, probabilmente progettate dall'architetto Ewert Janssen. Nel 1783 il palazzo fu ampliato con una parte posteriore, la quarta ala, che fu progettata da Lambert van Haven. I mattoni usati furono portati dal Castello di Kalø nello Jutland, che Gyldenløve possedeva e aveva demolito.
Quando invecchiò, il grande palazzo divenne troppo grande per Gyldenløve che lo vendette alla regina vedova Charlotte Amalie nel 1700, da cui il nome. Gyldenløve costruì un nuovo palazzo più piccolo nell'angolo tra Bredgade e Dronningens Tværgade che divenne noto come "il piccolo palazzo di Gyldenløve", ora Palazzo di Moltke, dopo un successivo proprietario, dove visse fino alla sua morte nel 1705.
Dopo la morte di Re Cristiano V nel 1699, la Regina madre, Charlotte Amalie, acquistò il Palazzo per 50.000 corone danesi e fu ribattezzato Castello di Charlottenborg. Nel 1714, quando morì la Regina, il sito diventò di re Cristiano VI. I lavori di ristrutturazione iniziarono nel 1736-1737 e il suo uso e utenti cambiarono per un certo periodo di tempo. Venne costruito un piccolo teatro utilizzato per vari concerti, opere e spettacoli teatrali. Il giardino del palazzo incluse l'Orto Botanico tra il 1778 e il 1872.

### Accademia delle Belle Arti di Copenaghen
Nel 1701, la vecchia Accademia delle Arti iniziò le sue attività nel Palazzo. La piccola scuola crebbe lentamente e fu finalmente inaugurata formalmente nel palazzo di Charlottenborg il 31 marzo 1754. Nel 1787, la proprietà del palazzo fu trasferita all'Accademia reale danese. L'Accademia occupa ancora il palazzo.

## Architettura
Charlottenborg è un edificio a quattro ali e tre piani progettato in stile barocco olandese ma anche con qualche influenza italiana. L'ala principale verso la piazza ha una salita centrale circondata da due salite agli angoli, più pronunciate. Tutte e tre sono coronate da balaustre. La salita centrale è decorata con pilastri corinzi e un portale toscano / dorico con balcone. La facciata presenta decorazioni in arenaria e frontoni delle finestre.
L'ala posteriore inferiore è composta da tre padiglioni. Il padiglione centrale ha un portico toscano sottostante, nicchie con busti sopra e una lanterna sul tetto coperto di rame.

### Interno
La pianta ricorda i castelli francesi. Ha un piano nobile con una sala per banchetti sopra l'ingresso principale, con accesso al balcone, un piano terra con soffitti più bassi e un secondo piano per i servitori con soffitti ancora più bassi. Questa disposizione divenne caratteristica delle dimore e delle case borghesi di tutto il XVIII secolo.
Nell'ala posteriore, sopra il portico, c'è una sala barocca a cupola ben conservata con uno splendido soffitto a stucco.

## Attività correnti
- Accademia delle Belle Arti di Copenaghen
- Kunsthal Charlottenborg, sala espositiva
- Danmarks Kunstbibliotek, Biblioteca d'arte danese